# Seattle Seahawks 1977
La stagione 1977 dei Seattle Seahawks è stata la seconda della franchigia nella National Football League e la prima nella AFC West division. La squadra cambiò conference a causa del piano di espansione della NFL che prevedeva che le due nuove squadre (con i Tampa Bay Buccaneers) giocassero contro ogni squadra della lega nelle prime due stagioni; i Seahawks avrebbero fatto ritorno nella NFC West nel 2002. Seattle iniziò la stagione perdendo cinque delle prime sei gare. Il 30 ottobre vinse la sua seconda gara quando il quarterback Jim Zorn fece ritorno da un infortunio e passò quattro touchdown nel 56–17 sui Buffalo Bills al Kingdome. Due settimane dopo la squadra per la prima volta non subì alcun punto nel 17-0 contro i Jets a New York. I Seahawks conclusero con un bilancio di 5–9, tre vittorie in più della loro stagione inauguale.

## Scelte nel Draft 1977
| Giro/Scelta | Giocatore     | Ruolo            | College        |
| ----------- | ------------- | ---------------- | -------------- |
| 1/14        | Steve August  | Offensive tackle | Tulsa          |
| 2/30        | Tom Lynch     | Offensive guard  | Boston College |
| 2/41        | Terry Beeson  | Linebacker       | Kansas         |
| 2/51        | Peter Cronan  | Linebacker       | Boston College |
| 3/58        | Dennis Boyd   | Defensive end    | Oregon State   |
| 4/87        | John Yarno    | Centro           | Idaho          |
| 4/111       | Larry Seivers | Wide receiver    | Tennessee      |
| 6/142       | Tony Benjamin | Running back     | Duke           |
| 7/169       | David Sims    | Running Back     | Georgia Tech   |
| 9/225       | George Adzick | Defensive back   | Minnesota      |
| 10/254      | Sam Adkins    | Quarterback      | Wichita State  |
| 11/281      | Bill Westbeld | Offensive Tackle | Dayton         |
| 12/329      | I.V. Wilson   | Defensive tackle | Tulsa          |
| Supp.       | Al Hunter     | Running Back     | Notre Dame     |

## Staff
Fonte:

## Roster
| Roster dei Seattle Seahawks nel 1977 |
| --- |
| Quarterback - 12 Sam Adkins - 16 Steve Myer - 10 Jim Zorn Running Back - 31 Tony Benjamin - 49 Ed Marinaro - 35 David Sims - 47 Sherman Smith - 42 Don Testerman FB Wide Receiver - 89 Duke Fergerson - 80 Steve Largent - 84 Sam McCullum - 83 Steve Raible Tight End - 87 Ron Howard - 82 Fred Rayhle - 81 John Sawyer Offensive Linemen - 76 Steve August T - 63 Nick Bebout T - 60 Ron Coder G - 73 Norm Evans T - 64 Gordon Jolley G/T - 54 Art Kuehn C - 61 Tom Lynch G - 78 Bob Newton G - 55 Geoff Reece C - 51 John Yarno C Defensive Linemen - 68 Dennis Boyd DT - 69 Andy Dorris DE - 74 Ron East DT - 77 Richard Harris DE - 79 Horace Jones DE - 70 Bob Lurtsema DT - 71 Steve Niehaus DT/DE - 75 Alden Roche DE - 66 Bill Sandifer DT Linebacker - 58 Terry Beeson - 57 Pete Cronan - 36 Ken Geddes - 56 Sammy Green - 53 Mike Jones - 50 Amos Martin - 59 Charles McShane Defensive Back - 27 Autry Beamon S - 22 Dave Brown CB - 25 Don Dufek S - 88 Doug Long - 41 Eddie McMillan CB - 20 Steve Preece S - 38 Cornell Webster Special Team - 5 Rick Engles P - 24 Al Hunter KR - 3 John Leypoldt K - 40 Walter Packer PR - 18 Herman Weaver P Lista delle riserve - 46 George Adzick S (IR) - 52 Randy Coffield LB (IR) - 62 Ruben Hodges DE (IR) - 67 Carl Van Valkenberg T (IR) 53 attivi, 0 inattivi, 0 nella squadra di allenamento |
| Legenda - I rookie sono in corsivo. - Il primo ruolo è il principale mentre gli eventuali successivi indicano i ruoli secondari. - (IR) sta per Injured Reserve ed indica la lista ristretta per un solo giocatore infortunato che può tornare ad allenarsi dopo la settimana 6 e a rientrare in prima squadra dopo che questa ha giocato 8 partite. - (NF-Inj.) / (NF-Ill.) stanno rispettivamente per Non-Football Injured e Non-Football Illness ed indicano le liste dove viene inserito un giocatore che ha un infortunio o una malattia non dipendente dal football americano. - (PUP) sta per Physically Unable to Perform ed indica la lista dove viene inserito un giocatore mentre è in attesa di recuperare la condizione fisica. Nella stagione regolare dopo la sesta partita giocata dalla propria squadra, il giocatore ha tempo tre settimane per riprendere ad allenarsi, più tre settimane aggiuntive dal suo rientro agli allenamenti per rientrare in prima squadra. |

## Calendario
| Turno | Data       | Avversario             | Risultato | Stadio                          | Record | Pubblico |
| 1     | 18/9/1977  | Baltimore Colts        | S 14-29   | Kingdome                        | 0-1    | 58.991   |
| 2     | 25/9/1977  | @ Cincinnati Bengals   | S 20-42   | Riverfront Stadium              | 0-2    | 45.579   |
| 3     | 2/10/1977  | Denver Broncos         | S 13-24   | Kingdome                        | 0-3    | 53.108   |
| 4     | 9/10/1977  | @ New England Patriots | S 0-31    | Schaefer Stadium                | 0-4    | 45.927   |
| 5     | 16/10/1977 | Tampa Bay Buccaneers   | V 30-23   | Kingdome                        | 1-4    | 54.783   |
| 6     | 23/10/1977 | @ Miami Dolphins       | S 13-31   | Miami Orange Bowl               | 1-5    | 29.855   |
| 7     | 30/10/1977 | Buffalo Bills          | V 56-17   | Kingdome                        | 2-5    | 61.180   |
| 8     | 6/11/1977  | @ Oakland Raiders      | S 7-44    | Oakland-Alameda County Coliseum | 2-6    | 50.929   |
| 9     | 13/11/1977 | @ New York Jets        | V 17-0    | Shea Stadium                    | 3-6    | 42.923   |
| 10    | 20/11/1977 | Houston Oilers         | S 10-22   | Kingdome                        | 3-7    | 61.519   |
| 11    | 27/11/1977 | San Diego Chargers     | S 28-30   | Kingdome                        | 3-8    | 58.994   |
| 12    | 4/12/1977  | @ Pittsburgh Steelers  | S 20-30   | Three Rivers Stadium            | 3-9    | 45.429   |
| 13    | 11/12/1977 | @ Kansas City Chiefs   | V 34-31   | Arrowhead Stadium               | 4-9    | 22.262   |
| 14    | 18/12/1977 | Cleveland Browns       | V 20-19   | Kingdome                        | 5-9    | 61.583   |

## Classifiche
| AFC West           | AFC West | AFC West | AFC West | AFC West | AFC West | AFC West | AFC West | AFC West | AFC West |
|                    | V        | S        | P        | %        | DIV      | CONF     | PF       | PS       | Str.     |
| ------------------ | -------- | -------- | -------- | -------- | -------- | -------- | -------- | -------- | -------- |
| Denver Broncos(1)  | 12       | 2        | 0        | .857     | 6–1      | 11–1     | 274      | 148      | S1       |
| Oakland Raiders(4) | 11       | 3        | 0        | .786     | 5–2      | 10–2     | 351      | 230      | V2       |
| San Diego Chargers | 7        | 7        | 0        | .500     | 3–4      | 6–6      | 222      | 205      | S2       |
| Seattle Seahawks   | 5        | 9        | 0        | .357     | 1–3      | 4–9      | 282      | 373      | V2       |
| Kansas City Chiefs | 2        | 12       | 0        | .143     | 1–6      | 1–11     | 225      | 349      | S6       |

## Leader della squadra
| Leader della squadra   |               |       |
| Categoria              | Giocatore     | N.    |
| Yard passate           | Jim Zorn      | 1.687 |
| Touchdown passati      | Jim Zorn      | 16    |
| Yard corse             | Sherman Smith | 763   |
| Touchdown su corsa     | David Sims    | 5     |
| Ricezioni              | Steve Largent | 33    |
| Yard ricevute          | Steve Largent | 643   |
| Touchdown su ricezione | Steve Largent | 10    |
| Sack                   | Alden Roche   | 3,5   |
| Intercetti             | Dave Brown    | 1     |